# آدام جمیلی
آدام جمیلی (به انگلیسی: Adam Gemili) (زادهٔ ۶ اکتبر ۱۹۹۳، لندن) دوندهٔ انگلیسی دو سرعت است. او عضو باشگاه بلک هیث و براملی هریرز است. او همچنین بازیکن سابق تیم فوتبال دگنهام و ردبریجز است و هفت سال گذشته را در باشگاه نوجوانان چلسی گذراند. جمیلی در مسابقات جهانی دو و میدانی نوجوانان در بارسلون موفق به کسب مدال طلا شد و با به دست آوردن زمان ۱۰٫۰۵ ثانیه رکورد تازه‌ای در دو سرعت ثبت کرد که دومین رکورد سریع‌ترین دوندهٔ نوجوان اروپایی (بعد از کریستوف لماتی با زمان ۱۰٫۰۴ ثانیه) بود. جمیلی در مسابقات دو ۱۰۰ متر المپیک لندن ۲۰۱۲ تا مرحلهٔ نیمه‌نهایی پیش رفت و با زمان ۱۰٫۰۶ نفر سوم شد و از شرکت در فینال بازماند.

## زندگی‌نامه
آدام جمیلی در سال ۱۹۹۳ از پدر مراکشی و مادری ایرانی (اهل کازرون) در لندن به دنیا آمد. او از کودکی به ورزش فوتبال علاقه‌مند بود و از سال ۲۰۰۱ تا ۲۰۰۸ در تیم نوجوانان چلسی به تمرین فوتبال پرداخت. او سپس بین سالهای ۲۰۰۸ تا ۲۰۱۱ برای تیم جوانان باشگاه‌های ردینگ و دگنهام اند ردبریجز بازی کرد.

جمیلی در حال حاضر عضو باشگاه ورزشی بلک هیث اند براملی هریرز است که یکی از قدیمیترین باشگاه‌های ورزشی انگلستان محسوب می‌شود. جمیلی از ژانویه ۲۰۱۲ به‌طور تمام وقت به تمرینات دو میدانی مشغول است.

## دونده دوی سرعت
جمیلی در سال ۲۰۱۱ موفق به کسب مدال نقره دوی ۱۰۰ متر سرعت در مسابقات قهرمانی نوجوانان اروپا در کشور استونی شد. او همچنین در مسابقه فینال جام باشگاه‌های دو و میدانی انگلستان با ثبت رکورد ۲۰٫۹۸ ثانیه در دوی ۲۰۰ متر نفر اول شد و سریعترین رکورد این شاخه را در مسابقات نوجوانان اروپا به نام خود ثبت کرد.

در یازده ژوئیه ۲۰۱۲ جمیلی در مسابقات دوی ۱۰۰ متر قهرمانی نوجوانان جهان با ثبت رکورد ۱۰٫۰۵ موفق به کسب مدال طلا شد و همچنین رکورد قهرمان سابق این رشته دارل براون که در سال ۲۰۰۲ ثبت شده بود را نیز شکست. او همچنین با این پیروزی موفق به ثبت رکوردی تازه در این رشته در رده سنی نوجوانان بریتانیایی نیز شد.

جمیلی تنها چند هفته مانده به مسابقات المپیک لندن ۲۰۱۲ برای شرکت در این مسابقات واجد شرایط شد. او در مسابقات دوی ۱۰۰ متر المپیک لندن ۲۰۱۲ بسیار خوب ظاهر شد و تا مرحله نیمه نهایی پیش رفت ولی با زمان ۱۰٫۰۶ نفر سوم شد و از شرکت در فینال بازماند.

## بازیکن فوتبال
آدام جمیلی رؤیای حرفه‌ای فوتبال بازی کردن را همیشه در سر می‌پروراند. او از سن هشت سالگی به تیم نوجوانان چلسی ملحق شد و به مدت هفت سال به تمرین فوتبال پرداخت. جمیلی یک سال با تیم فوتبال ردینگ بازی کرد و سپس به عنوان بازیکن دفاع در تیم دگنهام اند ردبریجز در لیگ دسته دو بازی کرد. او همچنین به عنوان بازیکن ذخیره به تیم فوتبال تاروک ملحق شد.